# Edith Clever
Edith Clever (* 13. Dezember 1940 in Wuppertal) ist eine deutsche Schauspielerin und Regisseurin.

## Leben
Nach dem Abitur und der Schauspielausbildung an der Münchner Otto-Falckenberg-Schule erhielt Clever ein erstes Engagement am Staatstheater Kassel. 1966–1970 spielte sie am Theater der Freien Hansestadt Bremen, nahm aber auch Gastspielangebote an den Münchner Kammerspielen und am Schauspielhaus Zürich wahr. 1971 bis 1989 war sie Mitglied der Berliner Schaubühne, wo sie sich in der Zusammenarbeit mit Klaus Michael Grüber und Luc Bondy, vor allem aber mit Peter Stein profilierte (Warwara in Gorkis Sommergäste; Ruth in Botho Strauß’ Trilogie des Wiedersehens und Lotte in dessen Groß und Klein; Klytaimnestra in Aischylos’ Orestie; Olga in Tschechows Drei Schwestern).
Als Filmschauspielerin wurde Clever 1976 für ihre Titelrolle in der Literaturverfilmung Die Marquise von O. von Eric Rohmer mit dem Filmband in Gold ausgezeichnet. Ihre Mitwirkung in Hans-Jürgen Syberbergs ästhetisch radikaler Parsifal-Verfilmung (1982) führte zu einer intensiven künstlerischen Verbindung mit diesem Regisseur. Die Resultate dieser Arbeit stellten an die Rezeptionsbereitschaft des Publikums hohe Anforderungen –, so z. B. der zweiteilige Film Die Nacht (1985) mit einem sechsstündigen Monolog zum Thema Nacht oder Soloabende wie die szenische Lesung von Schnitzlers Fräulein Else. 1987 beeindruckte Clever das Pariser Publikum fünf Stunden lang mit Kleists Penthesilea, die sie, sämtliche Rollen übernehmend, als „Verstragödie in 24 Auftritten“ vortrug. Ebenfalls 1987 liest sie unter der Regie Syberbergs (in ihrer Berliner Wohnung, vor deren Fenstern S-Bahn und Fernzüge vorbeifahren) den Monolog der Molly Bloom aus James Joyce’ Ulysses. Neben der literarischen Hymne auf das Leben und die Endlichkeit stellt der Film den Versuch dar, auszuloten, inwieweit die Umgebung und die Zuhörerschaft einen Text und seinen Vortrag beeinflussen.
1992 stellte sich Clever mit Goethes Stella erstmals als Regisseurin vor. 1994 verpflichtete Peter Stein die Schauspielerin als Cleopatra in Shakespeares Antonius und Cleopatra für die Salzburger Festspiele. 1996 inszenierte und spielte sie an der Berliner Schaubühne die Medea des Euripides, 1997 inszenierte sie Der Hausbesuch von Rudolf Borchardt. 1998 setzte sie bei der Uraufführung des Botho-Strauß-Stücks Jeffers – Akt I. und II. im Berliner Hebbel-Theater die Personalunion von Regisseurin und Darstellerin fort. Von 2017 bis 2020 trat sie als Jedermanns Mutter in Michael Sturmingers Inszenierung bei den Salzburger Festspielen auf, 2021 übernahm sie im Jedermann den Tod.

## Filmografie
- 1976: Sommergäste
- 1976: Die Marquise von O.
- 1978: Die linkshändige Frau
- 1979: Mädchenjahre (L'Adolescente)
- 1979: Trilogie des Wiedersehens
- 1980: Groß und Klein
- 1982: Parsifal
- 1985: Die Nacht
- 1986: Drei Schwestern
- 1987: Penthesilea
- 1987: Fräulein Else
- 1990: Die Marquise von O. 'vom Süden in den Norden verlegt'
- 1994: Ein Traum, was sonst

## Auszeichnungen
- 1976: Filmband in Gold für Die Marquise von O.
- 1977: Deutscher Darstellerpreis (Chaplin-Schuh)
- 1982: Bayerischer Filmpreis für Parsifal von Richard Wagner / Hans-Jürgen Syberberg
- 1986: Filmband in Gold für Die Nacht
- 1988: Gertrud-Eysoldt-Ring für Penthesilea von Heinrich von Kleist / Hans-Jürgen Syberberg
- 2006: Nestroy-Theaterpreis als Beste Schauspielerin in Schlaf am Akademietheater (Wien)
- 2021: Salzburger Festspielnadel mit Rubin